# Lance Cade
Lance Kurtis McNaught (2. března 1981 – 13. srpna 2010 San Antonio) byl americký profesionální wrestler. Nejvíce se proslavil ve společnosti World Wrestling Entertainment (WWE), kde vystupoval pod přezdívkami Garrison Cade a Lance Cade.

## Kariéra
V raných začátcích jej trénoval Shawn Michaels. V ringu debutoval v roce 1999 a začal zápasit v Japonsku, než s ním WWE podepsala smlouvu. Byl přidělen do Memphis Championship Wrestling a později do Heartland Wrestling Association.
V roce 2003 se dostal do wrestlingového tréninkového centra Ohio Valley Wrestling (OVW), kde spolupracoval s Markem Jindrakem. V červnu 2003 byli povýšeni na soupisku show Raw. V roce 2004 se spolupráce rozpadla. V následujícím roce začal spolupracovat s Trevorem Murdochem. Dvojice tvořila tým téměř tři roky, ale v květnu 2008 došlo k jejímu rozdělení. V říjnu 2008 byl ze společnosti propuštěn.
Byl trojnásobným držitelem World Tag Team Championship a také držitelem titulů HWA Heavyweight Championship a HWA Tag Team Championship. V Texas Wrestling Alliance jednou získal TWA Television Championship.

## Osobní život
V roce 2000 se oženil s Tanyou Gonzalezovou, ale v roce 2006 se rozvedli. V září 2008 vztah obnovili a zůstali spolu až do Cadeovi smrti v roce 2010. Měl dvě dcery, Natallye a Laryssu, a nevlastního syna Briana.
V lednu 2010 začal navštěvovat odvykací léčbu, kterou v únoru dokončil.

## Smrt
Zemřel 13. srpna 2010 v San Antoniu v Texasu na selhání srdce. Bylo mu 29 let. Dne 10. srpna 2010 byl s dýchacími potížemi převezen do nemocnice, ale následující den byl z nemocnice propuštěn.
V říjnu 2010 bylo uvedeno, že zemřel na smíšenou intoxikaci drogami a komplikující kardiomyopatii.

## Úspěchy a ocenění
- Heartland Wrestling Association
  - HWA Heavyweight Championship (2x)
  - HWA Tag Team Championship (3x)
- Pro Wrestling Illustrated
  - Ranked No. 80 of the top 500 singles wrestlers in the PWI 500 in 2008
- Texas Wrestling Alliance
  - TWA Television Championship (1x)
- World Wrestling Entertainment
  - World Tag Team Championship (3x)